# Campeonato Paulista 1926
In 1926 werd het 25ste Campeonato Paulista gespeeld voor voetbalclubs uit de Braziliaanse staat São Paulo. Er vond dit jaar een splitsing plaats in het voetbal in São Paulo. Het profvoetbal werd ingevoerd, maar enkele traditionele clubs zoals Paulistano, Palmeiras en Germânia wilden dit niet en scheurden zich af van de organiserende APEA-bond en richtten de LAF op. Beide competities worden erkend als officieel kampioenschap.
De competitie van de APEA werd gespeeld van 25 april tot 17 september en werd gewonnen door Palestra Itália. De competitie van de LAF werd gespeeld van 18 april tot 15 november en werd gewonnen door Paulistano. Met de komst van Paulista FC was er voor het eerst sinds 1914 een team dat niet uit Santos of São Paulo kwam.

## APEA
| Plaats | Club            | Wed. | W | G | V | Saldo | Ptn. |
| ------ | --------------- | ---- | - | - | - | ----- | ---- |
| 1.     | Palestra Itália | 9    | 9 | 0 | 0 | 33:8  | 28   |
| 2.     | Auto            | 9    | 7 | 0 | 2 | 25:14 | 14   |
| 3.     | Corinthians     | 9    | 6 | 1 | 2 | 26:9  | 13   |
| 4.     | Santos          | 9    | 5 | 1 | 3 | 24:17 | 11   |
| 5.     | Sílex           | 9    | 3 | 2 | 4 | 17:26 | 8    |
| 6.     | Sírio           | 9    | 3 | 1 | 5 | 21:20 | 7    |
| 6.     | Ypiranga        | 9    | 3 | 1 | 5 | 16:22 | 7    |
| 6.     | Portuguesa      | 9    | 2 | 3 | 4 | 17:26 | 7    |
| 9.     | AA São Bento    | 9    | 2 | 0 | 7 | 9:31  | 4    |
| 10.    | Internacional   | 9    | 0 | 1 | 8 | 9:24  | 1    |

|  | Kampioen |

### Kampioen
| Campeonato Paulista de 1926         |
| São Paulo                           |
| ----------------------------------- |
| PALESTRA ITÁLIA Kampioen (2° titel) |

### Topschutter
| Speler            | Speler | Goals | Club            |
| ----------------- | ------ | ----- | --------------- |
| Vlag van Brazilië | Heitor | 18    | Palestra Itália |

## LAF
| Plaats | Club              | Wed. | W  | G | V  | Saldo | Ptn. |
| ------ | ----------------- | ---- | -- | - | -- | ----- | ---- |
| 1.     | Paulistano        | 14   | 11 | 2 | 1  | 55:14 | 24   |
| 2.     | Germânia          | 14   | 8  | 2 | 4  | 38:28 | 18   |
| 3.     | Independência     | 14   | 7  | 3 | 4  | 37:30 | 17   |
| 3.     | Antárctica        | 14   | 6  | 5 | 3  | 25:19 | 17   |
| 5.     | AA Palmeiras      | 14   | 6  | 3 | 5  | 28:24 | 15   |
| 6.     | Atlético Santista | 14   | 5  | 1 | 8  | 30:32 | 11   |
| 7.     | Paulista          | 14   | 2  | 4 | 8  | 24:46 | 8    |
| 8.     | Britannia         | 14   | 0  | 2 | 12 | 20:64 | 2    |

|  | Kampioen |

### Kampioen
| Campeonato Paulista de 1926    |
| São Paulo                      |
| ------------------------------ |
| PAULISTANO Kampioen (9° titel) |

### Topschutter
| Speler            | Speler | Goals | Club       |
| ----------------- | ------ | ----- | ---------- |
| Vlag van Brazilië | Filó   | 16    | Paulistano |